# Annette Weber (Kunsthistorikerin)
Annette Weber (geboren 1957 in Hamburg) ist eine deutsche Kunsthistorikerin.

## Leben
Annette Weber, Tochter des Archäologen Hans Weber,  studierte Kunstgeschichte, Archäologie, Alte Geschichte und Judaistik in Freiburg im Breisgau, München und Paris und wurde 1984 bei Erik Forssman in Freiburg promoviert. Von 1986 an war sie wissenschaftliche Mitarbeiterin des Jüdischen Museums Frankfurt und kuratierte  unter anderem die Ausstellungen „Expressionismus und Exil“ (1990), „Die Rothschilds – eine europäische Familie“ (1994), „Moritz Daniel Oppenheim“ (1999) und „Chagall und Deutschland“ (2004)
Von 2004 bis zu ihrem Ruhestand 2023 war sie Professorin für jüdische Kunst und Kultur an der Hochschule für Jüdische Studien Heidelberg. Weber ist dort auch Redakteurin der Zeitschrift Trumah.

## Schriften (Auswahl)
- Venezianische Dogenporträts des 16. Jahrhunderts. Thorbecke, Sigmaringen 1993 (Dissertation Freiburg 1984).
- (Hrsg.): Isaak Leib Perez: Leben sollst du: ostjüdische Erzählungen. Aus dem Jidd. von Mathias Acher. Mit Bildern von Marc Chagall. Freiburg im Breisgau: Herder, 1993
- (Hrsg.): Mappot ... blessed be who comes: the band of Jewish tradition. Ausstellung: München u. a. Osnabrück: Secolo, 1997
- Synagogenausstattungen als Dokumente jüdischen Lebens auf dem Lande in Franken und Schwaben im 18. Jahrhundert. In: Monika Richarz (Hrsg.): Jüdisches Leben auf dem Lande: Studien zur deutsch-jüdischen Geschichte. Tübingen: Mohr Siebeck, 1997, S. 189–206 (Kurzvita auf S. 425)
- (Hrsg.): „Außerdem waren sie ja auch Menschen“: Goethes Begegnung mit Juden und Judentum. Ausstellung: Jüdisches Museum Frankfurt. Berlin: Philo, 2000
- mit Johannes Wachten, Helga Krohn (Hrsg.): Mayer Amschel Rothschild & Söhne. Frankfurt, M.: Jüdisches Museum, 2001
- mit Jihan Radjai-Ordoubadi (Hrsg.): Jüdische Sammler und ihr Beitrag zur Kultur der Moderne. Heidelberg: Winter, 2011
- Beitrag in: Markus Müller (Hrsg.): Marc Chagall und die Bibel. Ausstellung: Münster. Köln: Wienand, 2012
- mit Johannes Heil (Hrsg.): Ersessene Kultur: der Fall Gurlitt. Konferenzschrift Heidelberg. Berlin: Metropol, 2015